# LaToya Sanders
LaToya Antoinette Pringle, po mężu Sanders, znana także jako Lara Sanders (ur. 11 września 1986 w Norymberdze) – amerykańska koszykarka, występująca na pozycjach silnej skrzydłowej lub środkowej, posiadająca także tureckie obywatelstwo, reprezentantka tego kraju.
W 2011 wyszła za mąż za byłego koszykarza North Carolina Tar Heels – Byrona Sandersa.
11 listopada 2019 została zawodniczką tureckiego Çukurova Basketbol Mersin.
9 marca 2021 zakończyła oficjalnie karierę w WNBA.

## Osiągnięcia
Na podstawie, o ile nie zaznaczono inaczej.

### NCAA
- Uczestniczka rozgrywek:
  - NCAA Final Four (2006, 2007)
  - Elite 8 turnieju NCAA (2005–2008)
- Mistrzyni:
  - turnieju konferencji konferencji Atlantic Coast (ACC – 2005–2008)
  - sezonu regularnego ACC (2005, 2006, 2008)
- Najlepsza pierwszoroczna zawodniczka ACC (2006)
- Zaliczona do:
  - I składu:
    - ACC (2006)
    - najlepszych pierwszorocznych zawodniczek ACC (2006)

  - II składu ACC (2006, 2007, 2008)
  - składu All-America Honorable Mention (2007, 2008 przez Associated Press)

### WNBA
- Mistrzyni WNBA (2019)
- Wicemistrzyni WNBA (2018)

#### Drużynowe
- Mistrzyni:
  - Euroligi (2018)
  - Rosji (2018)
- Wicemistrzyni:
  - Eurocup (2012, 2013, 2017)
  - Turcji (2015)
- Brązowa:
  - Eurocup (2016)
  - mistrzostw Turcji (2010, 2012, 2014)
- Finalistka pucharu:
  - Turcji (2017)
  - UMMC Cup (2017)

### Inne indywidualne
(* – nagrody przyznane przez portal eurobasket.com)
- Zaliczona do*:
  - II składu All-Europe (2016)
  - składu honorable mention ligi tureckiej (2017)
- Liderka w blokach:
  - Euroligi (2015)
  - Eurocup (2012, 2016, 2017)
  - ligi:
    - tureckiej (2010–2012)
    - izraelskiej (2009)

### Reprezentacja
Drużynowe
- Uczestniczka:
  - mistrzostw:
    - świata (2014 – 4. miejsce)
    - Europy (2015 – 5. miejsce)

  - igrzysk olimpijskich (2016 – 6. miejsce)
  - kwalifikacji:
    - olimpijskich (2016)
    - do Eurobasketu (2017)

Indywidualne
- Liderka:
  - mistrzostw świata w bokach (2014 – 2,7)[9]
  - Eurobasketu w:
    - blokach (2015)
    - skuteczności rzutów z gry (2015 – 58,7%)[10]